# Бахамска лястовица
Бахамска лястовица (Tachycineta cyaneoviridis) е вид птица от семейство Лястовицови (Hirundinidae). Видът е застрашен от изчезване.

## Разпространение
Видът е разпространен в Бахамските острови, Куба и САЩ.